# Окница-Резешь
Окница-Рэзешь (рум. Ocniţa-Răzeşi) — село в Оргеевском районе Молдавии. Наряду с селом Кукурузены входит в состав коммуны Кукурузены.

## География
Село расположено на высоте 76 метров над уровнем моря.

## Население
По данным переписи населения 2004 года, в селе Окница-Рэзешь проживает 319 человек (151 мужчина, 168 женщин).
Этнический состав села:
| Национальность | Число жителей | Процентный состав |
| -------------- | ------------- | ----------------- |
| молдаване      | 308           | 96,55             |
| румыны         | 7             | 2,19              |
| украинцы       | 2             | 0,63              |
| русские        | 2             | 0,63              |
| Всего          | 319           | 100 %             |